# Västra Karaby kyrka
Västra Karaby kyrka, kyrkobyggnad i Västra Karaby. Den är församlingskyrka i Dösjebro församling i Lunds stift. Kyrkan ligger cirka 5 km väster om Kävlinge.

## Kyrkobyggnaden
Nuvarande kyrka i Nyklassicism uppfördes på 1822-1826 efter ritningar av länsbyggmästare G Soffel som bearbetats vid Överintendentsämbetet av Axel Almfelt. Kyrkan invigdes 1:a söndagen i Advent 1826 av biskop Wilhelm Faxe. Tornet som tillhört en äldre kyrkobyggnad påbyggdes och fick sin nuvarande utformning 1864.
Kyrkan som är uppförd av tegel med undantag av de äldre delarna i tornet som är byggt i sten består av ett långhus samt en sakristia i öster och torn i väster. Tornet är krönt med en lanternin. Fönstrens stickbågiga form tillkom 1864.
Kyrkorummet täcks av ett tunnvalv.

## Inventarier
- Ett triumfkrucifix av ek är från början av 1400-talet.
- Altaruppsatsen är utförd 1596, renoverad och försedd med nuvarande målningar av H Lütken 1703.
- Predikstolen utan ljudtak är samtida med altaruppsatsen.
- Dopfunt och dopaltare 1951.
- Epitafium till minne av kyrkoherde Niels Christensen som avled 1639.
- Öppen bänkinredning som tillkom 1909.

## Orgel
- Den första orgeln byggdes 1853 av Sven Fogelberg, Lund och hade elva stämmor fördelade på manual och bihangspedal.
- Den ersattes 1897 en mekanisk orgel byggd av Salomon Molander & Co, Göteborg. Den har fasta kombinationer.

| Huvudverk I         | Svällverk II        | Pedal         | Koppel   |
| Borduna 16'         | Violinprincipal 8'  | Principal 16' | I/P      |
| Principal 8'        | Rörflöjt 8'         | Subbas 16'    | II/P     |
| Flûte harmonique 8' | Salicional 8'       | Violoncell 8' | II/I     |
| Gamba 8'            | Flûte octaviante 4' |               | I 4'/I   |
| Oktava 4'           | Violin 4'           |               | II 4'/II |
| Oktava 2'           | Crescendosvällare   |               |          |
| Trumpet 8'          |                     |               |          |

## Bildgalleri

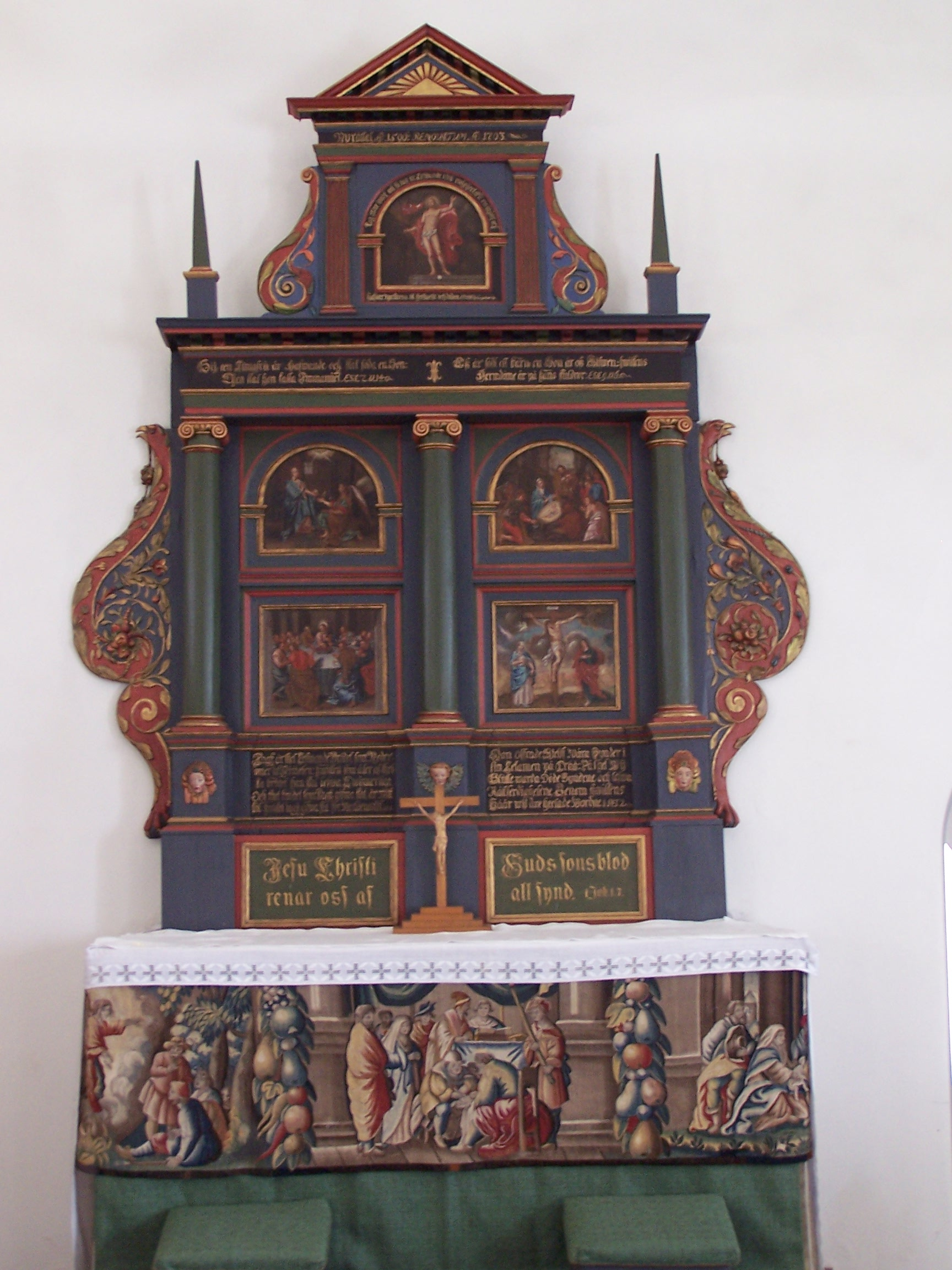
Altaret
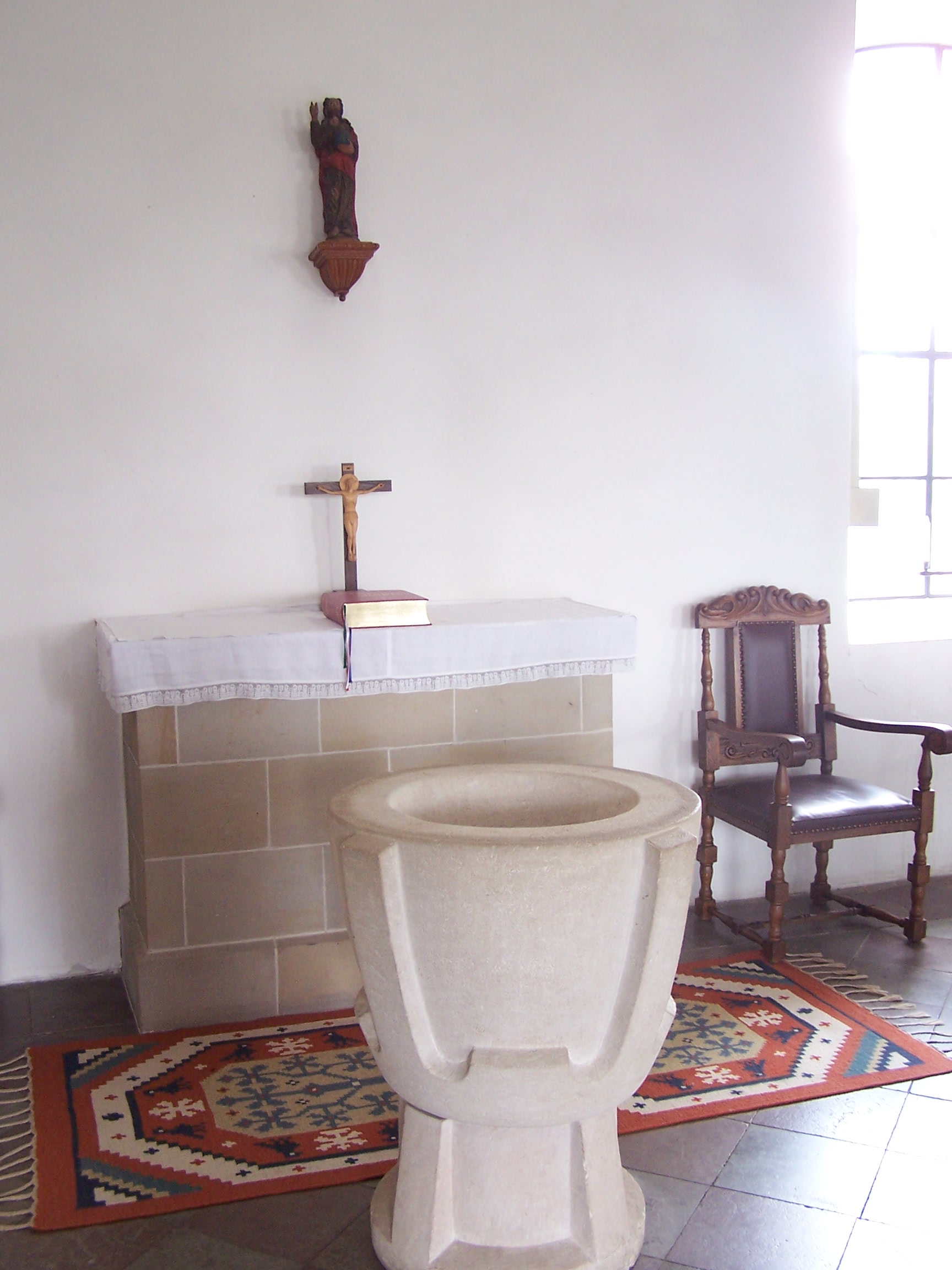
Dopfunten
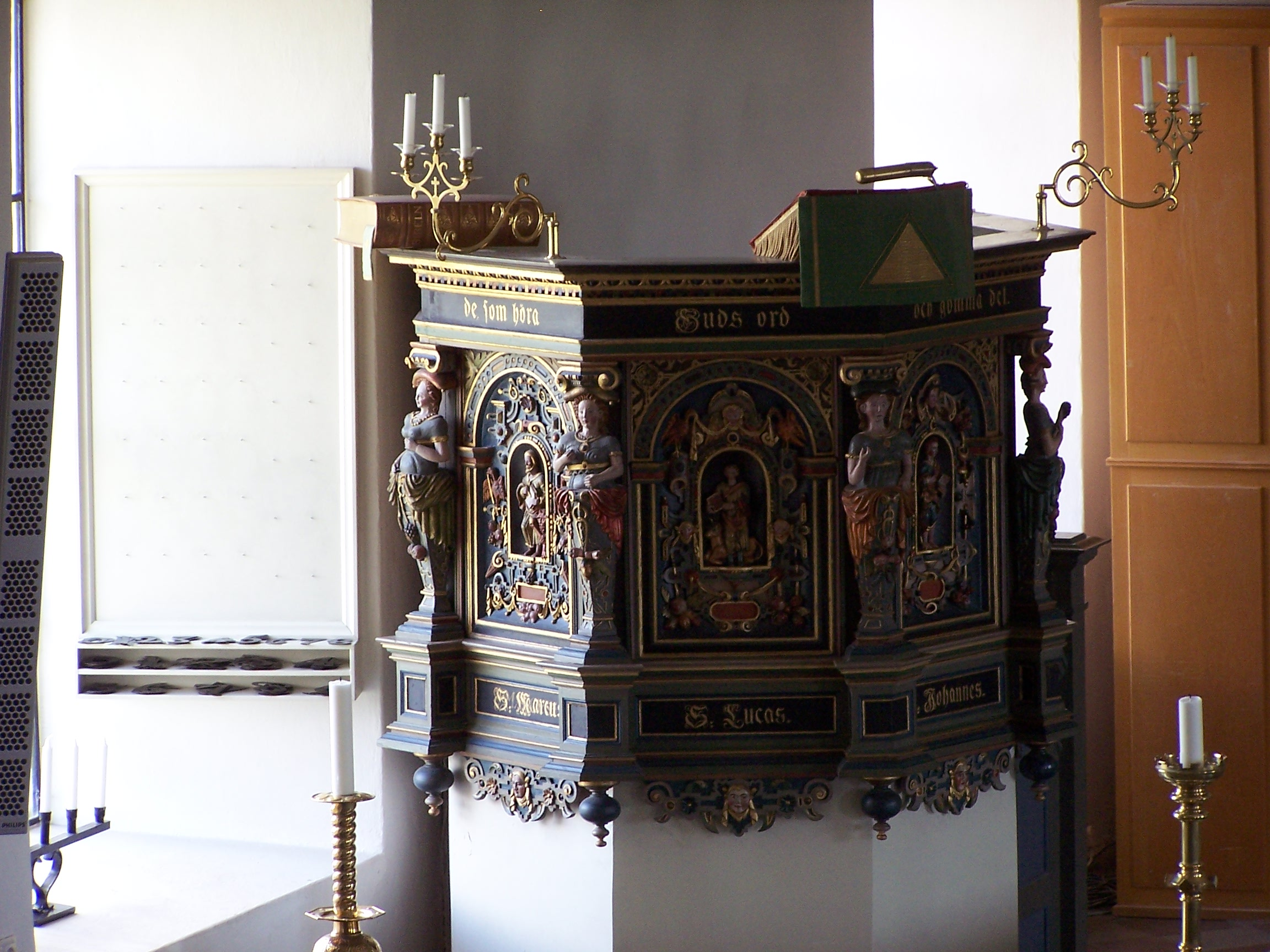
Predikstolen
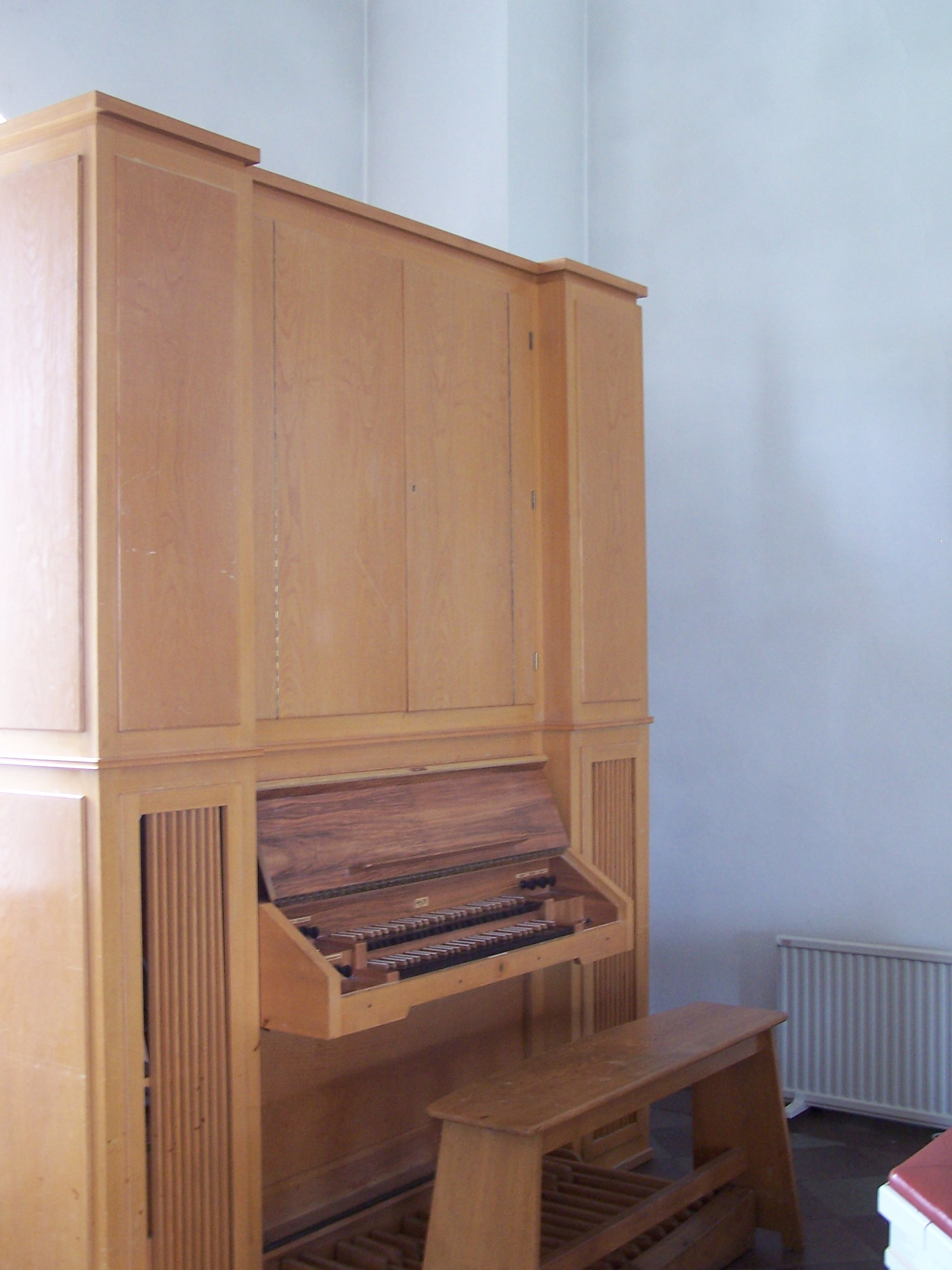
Kororgeln
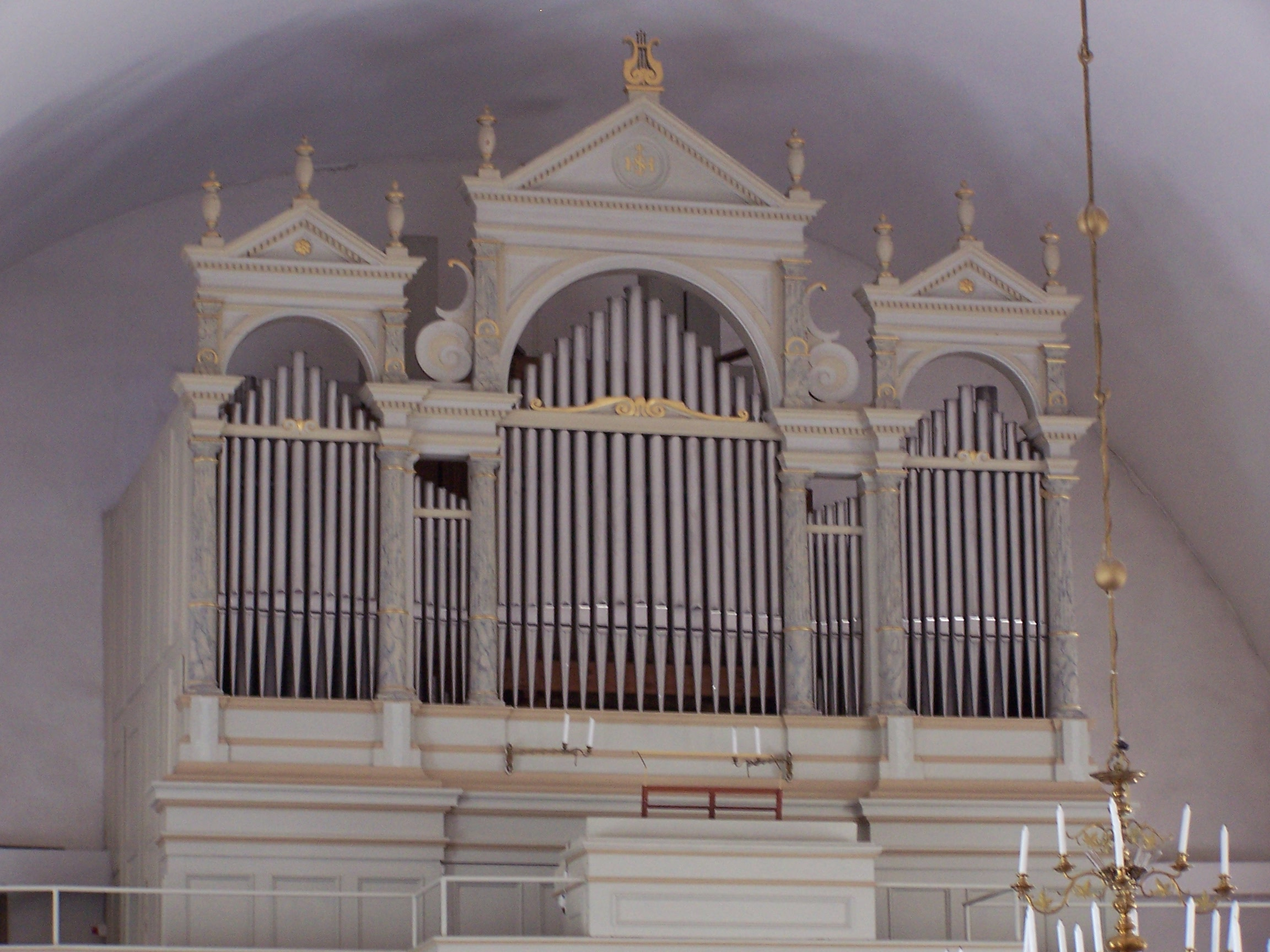
Läktarorgeln
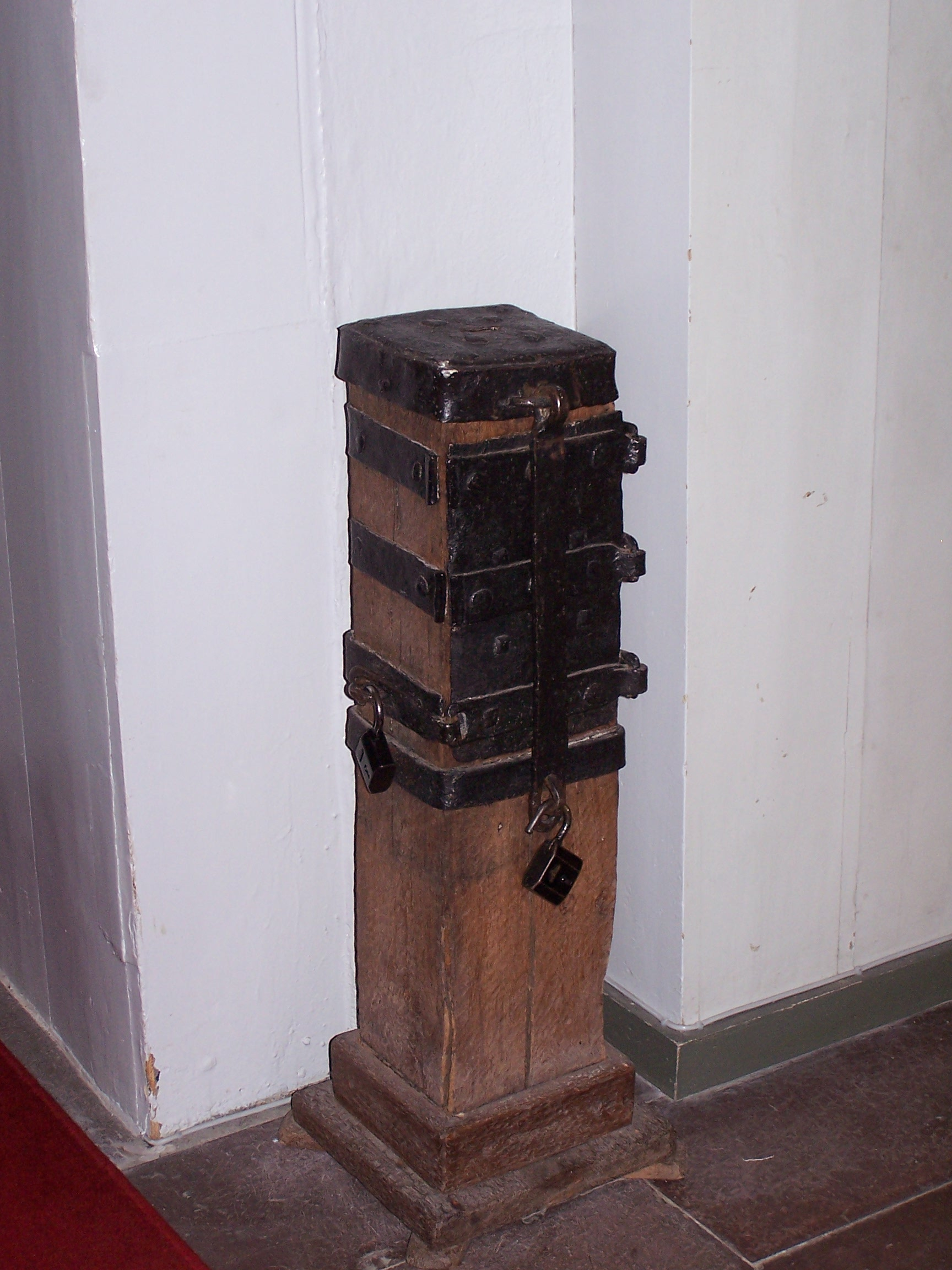
Fattigbössan
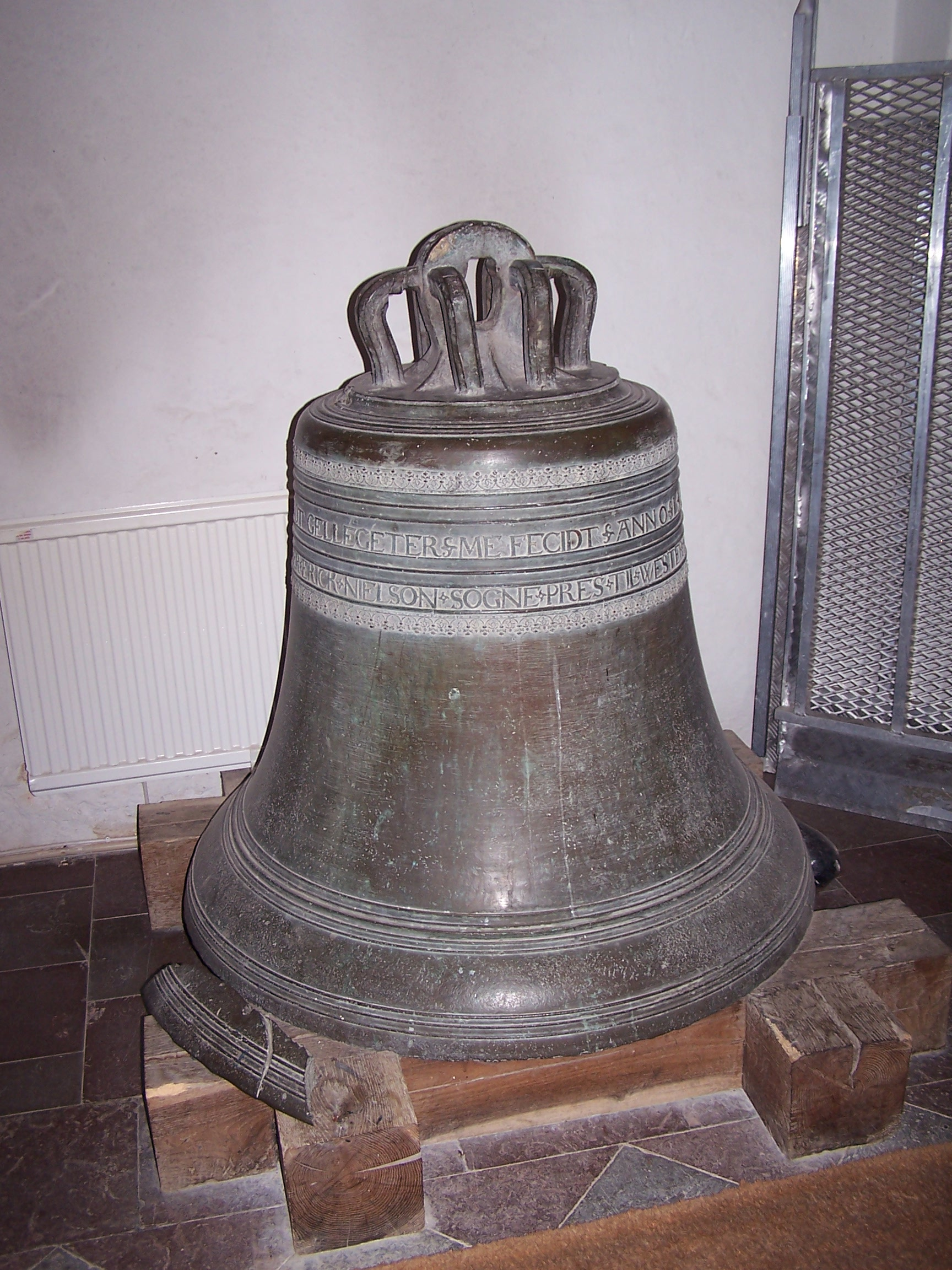
Gamla klockan i vapenhuset